# Världscupen i skidskytte 2010/2011
Världscupen i skidskytte 2010/2011 inleddes i Östersund, Sverige den 1 december 2010 och avslutades i Holmenkollen, Norge den 20 mars 2011. Världsmästerskapen 2011 som inleddes den 3 mars 2011 i Chanty Mansijsk ingick också i världscupen.
Kaisa Mäkäräinen, Finland, vann damernas totala världscup med 33 poäng före tvåan Andrea Henkel, Tyskland och 34 poäng före trean Helena Ekholm, Sverige. Det avgjordes i den sista tävlingen då hon blev 15:e kvinna men det resultatet räckte ändå till totalsegern.

På herrsidan vann Tarjei Bø, Norge den totala världscupen med fem poäng före landsmannen Emil Hegle Svendsen och 120 poäng före trean Martin Fourcade, Frankrike.
Man kan ju tydligt se att Norge denna säsong har dominerat världscupen på herrsidan, någon från Norge har vunnit alla delcuperna. På damsidan har allt varit mycket mera öppet där många olika nationer har vunnit delcuperna.

## Nytt för säsongen
Tidigare säsonger har man kunnat räknat bort de tre sämsta tävlingarna vid sammanräkning av den totala världscupen. Från denna säsong får man inte ta bort några tävlingar utan alla tävlingar räknas.

### Masstart
I masstarterna har startfältet tidigare bestått av de 30 bästa i totala världscupen. Men från och med i år så är det de 25 första i totalcupen, samt de fem bästa, utanför topp-25, från tidigare lopp vid samma tävlingstillfälle som får köra masstarten.

## Tävlingsprogram

### Kalender
| Datum               | Ort                  | Land      |
| 1-5 december 2010   | Östersund            | Sverige   |
| 10-12 december 2010 | Hochfilzen           | Österrike |
| 16-19 december 2010 | Pokljuka             | Slovenien |
| 5-9 januari 2011    | Oberhof              | Tyskland  |
| 12-16 januari 2011  | Ruhpolding           | Tyskland  |
| 20-23 januari 2011  | Antholz              | Italien   |
| 4-6 februari 2011   | Lake Placid          | USA       |
| 10-13 februari 2011 | Fort Kent            | USA       |
| 3-13 mars 2011      | Chanty-Mansijsk (VM) | Ryssland  |
| 17-20 mars 2011     | Holmenkollen         | Norge     |

### Discipliner
Antalet tävlingar är lika för både damer och herrar.
| Disciplin    | Antal tävlingar | Första tävlingstillfälle | Sista tävlingstillfälle |
| ------------ | --------------- | ------------------------ | ----------------------- |
| Distans      | 4               | 2 december 2010          | 9 mars 2011             |
| Sprint       | 10              | 4 december 2010          | 17 mars 2011            |
| Jaktstart    | 7               | 5 december 2010          | 19 mars 2011            |
| Masstart     | 5               | 9 januari 2011           | 20 mars 2011            |
| Stafett      | 4               | 12 december 2010         | 13 mars 2011            |
| Mixedstafett | 3               | 19 december 2010         | 3 mars 2011             |

## Startkvoter
Startkvoterna för de olika nationerna är bestämda utifrån föregående säsongs världscupresultat. De fem bästa länderna i nationscupen säsongen 2009/2010 har tilldelats sex startplatser i sprint och distans, de nästkommande fem nationerna får fem platser och så vidare.
Kvot för herrarna:
- 6 starter:  Norge,  Ryssland,  Österrike,  Frankrike,  Tyskland
- 5 starter:  Sverige,  Ukraina,  Schweiz,  Tjeckien,  USA
- 4 starter:  Belarus,  Italien,  Slovenien,  Kanada,  Slovakien
- 3 starter:  Estland,  Lettland,  Finland,  Bulgarien,  Polen
- 2 starter:  Japan,  Kazakstan,  Storbritannien,  Kroatien,  Serbien
- 1 starter:  Sydkorea,  Ungern,  Rumänien,  Kina ,  Australien
- 0 starter:  Litauen,  Belgien,  Moldavien,  Grönland,  Nederländerna,  Bosnien och Hercegovina,  Grekland,  Nordmakedonien,  Turkiet

Kvot för damerna:
- 6 starter:  Tyskland,  Ryssland,  Frankrike,  Sverige,  Ukraina
- 5 starter:  Belarus,  Norge,  Slovenien,  Polen,  Kazakstan
- 4 starter:  Kina ,  Tjeckien,  Italien,  Rumänien,  Slovakien
- 3 starter:  Kanada,  Finland,  Lettland,  Estland,  USA
- 2 starter:  Bulgarien,  Japan,  Sydkorea,  Moldavien,  Schweiz
- 1 starter:  Österrike,  Storbritannien,  Kroatien,  Litauen,  Nya Zeeland
- 0 starter:  Grönland,  Andorra,  Grekland,  Bosnien och Hercegovina,  Spanien

## Världscuppoäng
| Poängsystem sedan säsongen 2008/2009 | Poängsystem sedan säsongen 2008/2009 | Poängsystem sedan säsongen 2008/2009 | Poängsystem sedan säsongen 2008/2009 | Poängsystem sedan säsongen 2008/2009 | Poängsystem sedan säsongen 2008/2009 | Poängsystem sedan säsongen 2008/2009 | Poängsystem sedan säsongen 2008/2009 | Poängsystem sedan säsongen 2008/2009 | Poängsystem sedan säsongen 2008/2009 | Poängsystem sedan säsongen 2008/2009 | Poängsystem sedan säsongen 2008/2009 | Poängsystem sedan säsongen 2008/2009 | Poängsystem sedan säsongen 2008/2009 | Poängsystem sedan säsongen 2008/2009 | Poängsystem sedan säsongen 2008/2009 | Poängsystem sedan säsongen 2008/2009 | Poängsystem sedan säsongen 2008/2009 | Poängsystem sedan säsongen 2008/2009 | Poängsystem sedan säsongen 2008/2009 | Poängsystem sedan säsongen 2008/2009 | Poängsystem sedan säsongen 2008/2009 | Poängsystem sedan säsongen 2008/2009 | Poängsystem sedan säsongen 2008/2009 | Poängsystem sedan säsongen 2008/2009 | Poängsystem sedan säsongen 2008/2009 | Poängsystem sedan säsongen 2008/2009 | Poängsystem sedan säsongen 2008/2009 | Poängsystem sedan säsongen 2008/2009 | Poängsystem sedan säsongen 2008/2009 | Poängsystem sedan säsongen 2008/2009 | Poängsystem sedan säsongen 2008/2009 | Poängsystem sedan säsongen 2008/2009 | Poängsystem sedan säsongen 2008/2009 | Poängsystem sedan säsongen 2008/2009 | Poängsystem sedan säsongen 2008/2009 | Poängsystem sedan säsongen 2008/2009 | Poängsystem sedan säsongen 2008/2009 | Poängsystem sedan säsongen 2008/2009 | Poängsystem sedan säsongen 2008/2009 | Poängsystem sedan säsongen 2008/2009 |
| ------------------------------------ | ------------------------------------ | ------------------------------------ | ------------------------------------ | ------------------------------------ | ------------------------------------ | ------------------------------------ | ------------------------------------ | ------------------------------------ | ------------------------------------ | ------------------------------------ | ------------------------------------ | ------------------------------------ | ------------------------------------ | ------------------------------------ | ------------------------------------ | ------------------------------------ | ------------------------------------ | ------------------------------------ | ------------------------------------ | ------------------------------------ | ------------------------------------ | ------------------------------------ | ------------------------------------ | ------------------------------------ | ------------------------------------ | ------------------------------------ | ------------------------------------ | ------------------------------------ | ------------------------------------ | ------------------------------------ | ------------------------------------ | ------------------------------------ | ------------------------------------ | ------------------------------------ | ------------------------------------ | ------------------------------------ | ------------------------------------ | ------------------------------------ | ------------------------------------ | ------------------------------------ |
| Placering                            | 1                                    | 2                                    | 3                                    | 4                                    | 5                                    | 6                                    | 7                                    | 8                                    | 9                                    | 10                                   | 11                                   | 12                                   | 13                                   | 14                                   | 15                                   | 16                                   | 17                                   | 18                                   | 19                                   | 20                                   | 21                                   | 22                                   | 23                                   | 24                                   | 25                                   | 26                                   | 27                                   | 28                                   | 29                                   | 30                                   | 31                                   | 32                                   | 33                                   | 34                                   | 35                                   | 36                                   | 37                                   | 38                                   | 39                                   | 40                                   |
| Poäng                                | 60                                   | 54                                   | 48                                   | 43                                   | 40                                   | 38                                   | 36                                   | 34                                   | 32                                   | 31                                   | 30                                   | 29                                   | 28                                   | 27                                   | 26                                   | 25                                   | 24                                   | 23                                   | 22                                   | 21                                   | 20                                   | 19                                   | 18                                   | 17                                   | 16                                   | 15                                   | 14                                   | 13                                   | 12                                   | 11                                   | 10                                   | 9                                    | 8                                    | 7                                    | 6                                    | 5                                    | 4                                    | 3                                    | 2                                    | 1                                    |

## Resultat

### Herrar
| 1. Världscuppremiär i Östersund, 1 december 2010 – 5 december 2010 | 1. Världscuppremiär i Östersund, 1 december 2010 – 5 december 2010 | 1. Världscuppremiär i Östersund, 1 december 2010 – 5 december 2010 | 1. Världscuppremiär i Östersund, 1 december 2010 – 5 december 2010 | 1. Världscuppremiär i Östersund, 1 december 2010 – 5 december 2010 |
| ------------------------------------------------------------------ | ------------------------------------------------------------------ | ------------------------------------------------------------------ | ------------------------------------------------------------------ | ------------------------------------------------------------------ |
| Datum                                                              | Disciplin                                                          | Etta                                                               | Tvåa                                                               | Trea                                                               |
| 2 december 2010 (Tors.)                                            | Distans (20 km)                                                    | Emil Hegle Svendsen                                                | Ole Einar Bjørndalen                                               | Martin Fourcade                                                    |
| 4 december 2010 (Lör.)                                             | Sprint (10 km)                                                     | Emil Hegle Svendsen                                                | Ole Einar Bjørndalen                                               | Martin Fourcade                                                    |
| 5 december 2010 (Sön.)                                             | Jaktstart (12,5 km)                                                | Ole Einar Bjørndalen                                               | Emil Hegle Svendsen                                                | Jakov Fak                                                          |

| 2. Världscupen i Hochfilzen, 10 december 2010 – 12 december 2010 | 2. Världscupen i Hochfilzen, 10 december 2010 – 12 december 2010 | 2. Världscupen i Hochfilzen, 10 december 2010 – 12 december 2010      | 2. Världscupen i Hochfilzen, 10 december 2010 – 12 december 2010                  | 2. Världscupen i Hochfilzen, 10 december 2010 – 12 december 2010         |
| ---------------------------------------------------------------- | ---------------------------------------------------------------- | --------------------------------------------------------------------- | --------------------------------------------------------------------------------- | ------------------------------------------------------------------------ |
| Datum                                                            | Disciplin                                                        | Etta                                                                  | Tvåa                                                                              | Trea                                                                     |
| 10 december 2010 (Fre.)                                          | Sprint (10 km)                                                   | Tarjei Bø                                                             | Serhij Sednjev                                                                    | Alexis Bœuf                                                              |
| 11 december 2010 (Lör.)                                          | Jaktstart (12,5 km)                                              | Tarjei Bø                                                             | Simon Eder                                                                        | Ivan Tjerezov                                                            |
| 12 december 2010 (Sön.)                                          | Stafett (4 x 7,5 km)                                             | Norge Alexander Os Ole Einar Bjørndalen Emil Hegle Svendsen Tarjei Bø | Österrike Daniel Mesotitsch Tobias Eberhard Christoph Sumann Dominik Landertinger | Frankrike Vincent Jay Jean-Guillaume Béatrix Lois Habert Martin Fourcade |

| 3. Världscupen i Pokljuka, 16 december 2010 – 19 december 2010 | 3. Världscupen i Pokljuka, 16 december 2010 – 19 december 2010 | 3. Världscupen i Pokljuka, 16 december 2010 – 19 december 2010 | 3. Världscupen i Pokljuka, 16 december 2010 – 19 december 2010 | 3. Världscupen i Pokljuka, 16 december 2010 – 19 december 2010 |
| -------------------------------------------------------------- | -------------------------------------------------------------- | -------------------------------------------------------------- | -------------------------------------------------------------- | -------------------------------------------------------------- |
| Datum                                                          | Disciplin                                                      | Etta                                                           | Tvåa                                                           | Trea                                                           |
| 16 december 2010 (Tors.)                                       | Distans (20 km)                                                | Daniel Mesotitsch                                              | Benjamin Weger                                                 | Serhij Sednjev                                                 |
| 18 december 2010 (Lör.)                                        | Sprint (10 km)                                                 | Björn Ferry                                                    | Tarjei Bø                                                      | Michael Greis                                                  |

Juluppehåll 19 december 2010 - 5 januari 2011
| 4. Världscupen i Oberhof, 5 januari 2011 – 9 januari 2011 | 4. Världscupen i Oberhof, 5 januari 2011 – 9 januari 2011 | 4. Världscupen i Oberhof, 5 januari 2011 – 9 januari 2011            | 4. Världscupen i Oberhof, 5 januari 2011 – 9 januari 2011            | 4. Världscupen i Oberhof, 5 januari 2011 – 9 januari 2011           |
| --------------------------------------------------------- | --------------------------------------------------------- | -------------------------------------------------------------------- | -------------------------------------------------------------------- | ------------------------------------------------------------------- |
| Datum                                                     | Disciplin                                                 | Etta                                                                 | Tvåa                                                                 | Trea                                                                |
| 5 januari 2011 (Ons.)                                     | Stafett (4 x 7,5 km)                                      | Tyskland Christoph Stephan Alexander Wolf Arnd Peiffer Michael Greis | Tjeckien Zdeněk Vítek Jaroslav Soukup Ondřej Moravec Michal Šlesingr | Norge Alexander Os Lars Berger Rune Brattsveen Ole Einar Bjørndalen |
| 7 januari 2011 (Fre.)                                     | Sprint (10 km)                                            | Tarjei Bø                                                            | Arnd Peiffer                                                         | Michal Šlesingr                                                     |
| 9 januari 2011 (Sön.)                                     | Masstart (15 km)                                          | Tarjei Bø                                                            | Emil Hegle Svendsen                                                  | Ivan Tjerezov                                                       |

| 5. Världscupen i Ruhpolding, 12 januari 2011 – 16 januari 2011 | 5. Världscupen i Ruhpolding, 12 januari 2011 – 16 januari 2011 | 5. Världscupen i Ruhpolding, 12 januari 2011 – 16 januari 2011 | 5. Världscupen i Ruhpolding, 12 januari 2011 – 16 januari 2011 | 5. Världscupen i Ruhpolding, 12 januari 2011 – 16 januari 2011 |
| -------------------------------------------------------------- | -------------------------------------------------------------- | -------------------------------------------------------------- | -------------------------------------------------------------- | -------------------------------------------------------------- |
| Datum                                                          | Disciplin                                                      | Etta                                                           | Tvåa                                                           | Trea                                                           |
| 12 januari 2011 (Ons.)                                         | Distans (20 km)                                                | Emil Hegle Svendsen                                            | Martin Fourcade                                                | Dominik Landertinger                                           |
| 14 januari 2011 (Fre.)                                         | Sprint (10 km)                                                 | Lars Berger                                                    | Martin Fourcade                                                | Ivan Tjerezov                                                  |
| 16 januari 2011 (Sön.)                                         | Jaktstart (12,5 km)                                            | Björn Ferry                                                    | Martin Fourcade                                                | Michael Greis                                                  |

| 6. Världscupen i Antholz, 20 januari 2011 – 23 januari 2011 | 6. Världscupen i Antholz, 20 januari 2011 – 23 januari 2011 | 6. Världscupen i Antholz, 20 januari 2011 – 23 januari 2011       | 6. Världscupen i Antholz, 20 januari 2011 – 23 januari 2011                      | 6. Världscupen i Antholz, 20 januari 2011 – 23 januari 2011           |
| ----------------------------------------------------------- | ----------------------------------------------------------- | ----------------------------------------------------------------- | -------------------------------------------------------------------------------- | --------------------------------------------------------------------- |
| Datum                                                       | Disciplin                                                   | Etta                                                              | Tvåa                                                                             | Trea                                                                  |
| 20 januari 2011 (Tors.)                                     | Sprint (10 km)                                              | Anton Sjipulin                                                    | Michael Greis                                                                    | Lars Berger                                                           |
| 22 januari 2011 (Lör.)                                      | Masstart (15 km)                                            | Martin Fourcade                                                   | Björn Ferry                                                                      | Anton Sjipulin                                                        |
| 23 januari 2011 (Sön.)                                      | Stafett (4 x 7,5 km)                                        | Tyskland Christoph Stephan Daniel Böhm Arnd Peiffer Michael Greis | Italien Christian De Lorenzi Rene Laurent Vuillermoz Lukas Hofer Markus Windisch | Norge Emil Hegle Svendsen Ole Einar Bjørndalen Alexander Os Tarjei Bø |

Tävlingsuppehåll 23 januari 2011 - 4 februari 2011
| 7. Världscupen i Presque Isle, 4 februari 2011 – 6 februari 2011 | 7. Världscupen i Presque Isle, 4 februari 2011 – 6 februari 2011 | 7. Världscupen i Presque Isle, 4 februari 2011 – 6 februari 2011 | 7. Världscupen i Presque Isle, 4 februari 2011 – 6 februari 2011 | 7. Världscupen i Presque Isle, 4 februari 2011 – 6 februari 2011 |
| ---------------------------------------------------------------- | ---------------------------------------------------------------- | ---------------------------------------------------------------- | ---------------------------------------------------------------- | ---------------------------------------------------------------- |
| Datum                                                            | Disciplin                                                        | Etta                                                             | Tvåa                                                             | Trea                                                             |
| 4 februari 2011 (Fre.)                                           | Sprint (10 km)                                                   | Arnd Peiffer                                                     | Martin Fourcade                                                  | Ivan Tjerezov                                                    |
| 6 februari 2011 (Sön.)                                           | Jaktstart (12,5 km)                                              | Alexis Bœuf                                                      | Ivan Tjerezov                                                    | Carl Johan Bergman                                               |

| 8. Världscupen i Fort Kent, 10 februari 2011 – 13 februari 2011 | 8. Världscupen i Fort Kent, 10 februari 2011 – 13 februari 2011 | 8. Världscupen i Fort Kent, 10 februari 2011 – 13 februari 2011 | 8. Världscupen i Fort Kent, 10 februari 2011 – 13 februari 2011 | 8. Världscupen i Fort Kent, 10 februari 2011 – 13 februari 2011 |
| --------------------------------------------------------------- | --------------------------------------------------------------- | --------------------------------------------------------------- | --------------------------------------------------------------- | --------------------------------------------------------------- |
| Datum                                                           | Disciplin                                                       | Etta                                                            | Tvåa                                                            | Trea                                                            |
| 10 februari 2011 (Tors.)                                        | Sprint (10 km)                                                  | Emil Hegle Svendsen                                             | Michal Šlesingr                                                 | Tarjei Bø                                                       |
| 12 februari 2011 (Lör.)                                         | Jaktstart (12,5 km)                                             | Emil Hegle Svendsen                                             | Martin Fourcade                                                 | Tarjei Bø                                                       |
| 13 februari 2011 (Sön.)                                         | Masstart (15 km)                                                | Martin Fourcade                                                 | Tomasz Sikora                                                   | Tarjei Bø                                                       |

Tävlingsuppehåll 13 februari 2011 - 3 mars 2011
| 9. Världsmästerskapen i skidskytte 2011 i Chanty-Mansijsk, 3 mars 2011 – 13 mars 2011 | 9. Världsmästerskapen i skidskytte 2011 i Chanty-Mansijsk, 3 mars 2011 – 13 mars 2011 | 9. Världsmästerskapen i skidskytte 2011 i Chanty-Mansijsk, 3 mars 2011 – 13 mars 2011 | 9. Världsmästerskapen i skidskytte 2011 i Chanty-Mansijsk, 3 mars 2011 – 13 mars 2011 | 9. Världsmästerskapen i skidskytte 2011 i Chanty-Mansijsk, 3 mars 2011 – 13 mars 2011 |
| ------------------------------------------------------------------------------------- | ------------------------------------------------------------------------------------- | ------------------------------------------------------------------------------------- | ------------------------------------------------------------------------------------- | ------------------------------------------------------------------------------------- |
| Datum                                                                                 | Disciplin                                                                             | Etta                                                                                  | Tvåa                                                                                  | Trea                                                                                  |
| 5 mars 2011 (Lör.)                                                                    | Sprint (10 km)                                                                        | Arnd Peiffer                                                                          | Martin Fourcade                                                                       | Tarjei Bø                                                                             |
| 6 mars 2011 (Sön.)                                                                    | Jaktstart (12,5 km)                                                                   | Martin Fourcade                                                                       | Emil Hegle Svendsen                                                                   | Tarjei Bø                                                                             |
| 8 mars 2011 (Tis.)                                                                    | Distans (20 km)                                                                       | Tarjei Bø                                                                             | Maksim Maksimov                                                                       | Christoph Sumann                                                                      |
| 11 mars 2011 (Fre.)                                                                   | Stafett (4 x 7,5 km)                                                                  | Norge Ole Einar Bjørndalen Alexander Os Emil Hegle Svendsen Tarjei Bø                 | Ryssland Anton Sjipulin Jevgenij Ustiugov Maksim Maksimov Ivan Tjerezov               | Ukraina Olexander Bilanenko Andrij Deryzemlja Serhij Semenov Serhij Sednjev           |
| 12 mars 2011 (Lör.)                                                                   | Masstart (12,5 km)                                                                    | Emil Hegle Svendsen                                                                   | Jevgenij Ustiugov                                                                     | Lukas Hofer                                                                           |

| 10. Världscupfinal i Holmenkollen, 17 mars 2011 – 20 mars 2011 | 10. Världscupfinal i Holmenkollen, 17 mars 2011 – 20 mars 2011 | 10. Världscupfinal i Holmenkollen, 17 mars 2011 – 20 mars 2011 | 10. Världscupfinal i Holmenkollen, 17 mars 2011 – 20 mars 2011 | 10. Världscupfinal i Holmenkollen, 17 mars 2011 – 20 mars 2011 |
| -------------------------------------------------------------- | -------------------------------------------------------------- | -------------------------------------------------------------- | -------------------------------------------------------------- | -------------------------------------------------------------- |
| Datum                                                          | Disciplin                                                      | Etta                                                           | Tvåa                                                           | Trea                                                           |
| 17 mars 2011 (Tors.)                                           | Sprint (10 km)                                                 | Andreas Birnbacher                                             | Björn Ferry                                                    | Alexander Wolf                                                 |
| 19 mars 2011 (Lör.)                                            | Jaktstart (12,5 km)                                            | Emil Hegle Svendsen                                            | Tarjei Bø                                                      | Martin Fourcade                                                |
| 20 mars 2011 (Sön.)                                            | Masstart (15 km)                                               | Emil Hegle Svendsen                                            | Jevgenij Ustiugov                                              | Ole Einar Bjørndalen                                           |

### Damer
| 1. Världscuppremiär i Östersund, 1 december 2010 – 5 december 2010 | 1. Världscuppremiär i Östersund, 1 december 2010 – 5 december 2010 | 1. Världscuppremiär i Östersund, 1 december 2010 – 5 december 2010 | 1. Världscuppremiär i Östersund, 1 december 2010 – 5 december 2010 | 1. Världscuppremiär i Östersund, 1 december 2010 – 5 december 2010 |
| ------------------------------------------------------------------ | ------------------------------------------------------------------ | ------------------------------------------------------------------ | ------------------------------------------------------------------ | ------------------------------------------------------------------ |
| Datum                                                              | Disciplin                                                          | Etta                                                               | Tvåa                                                               | Trea                                                               |
| 1 december 2010 (Ons.)                                             | Distans (15 km)                                                    | Anna Carin Zidek                                                   | Marie-Laure Brunet                                                 | Helena Ekholm                                                      |
| 3 december 2010 (Fre.)                                             | Sprint (7,5 km)                                                    | Kaisa Mäkäräinen                                                   | Miriam Gössner                                                     | Darja Domratjeva                                                   |
| 5 december 2010 (Sön.)                                             | Jaktstart (10 km)                                                  | Kaisa Mäkäräinen                                                   | Miriam Gössner                                                     | Helena Ekholm                                                      |

| 2. Världscupen i Hochfilzen, 10 december 2010 – 12 december 2010 | 2. Världscupen i Hochfilzen, 10 december 2010 – 12 december 2010 | 2. Världscupen i Hochfilzen, 10 december 2010 – 12 december 2010        | 2. Världscupen i Hochfilzen, 10 december 2010 – 12 december 2010         | 2. Världscupen i Hochfilzen, 10 december 2010 – 12 december 2010   |
| ---------------------------------------------------------------- | ---------------------------------------------------------------- | ----------------------------------------------------------------------- | ------------------------------------------------------------------------ | ------------------------------------------------------------------ |
| Datum                                                            | Disciplin                                                        | Etta                                                                    | Tvåa                                                                     | Trea                                                               |
| 10 december 2010 (Fre.)                                          | Sprint (7,5 km)                                                  | Anastasia Kuzmina                                                       | Darja Domratjeva                                                         | Kaisa Mäkäräinen                                                   |
| 11 december 2010 (Lör.)                                          | Stafett (4 x 6 km)                                               | Tyskland Kathrin Hitzer Magdalena Neuner Sabrina Buchholz Andrea Henkel | Ukraina Oksana Chvostenko Olena Pidhrusjna Vita Semerenko Valj Semerenko | Norge Synnøve Solemdal Ann Kristin Flatland Fanny Horn Tora Berger |
| 12 december 2010 (Sön.)                                          | Jaktstart (10 km)                                                | Helena Ekholm                                                           | Kaisa Mäkäräinen                                                         | Darja Domratjeva                                                   |

| 3. Världscupen i Pokljuka, 16 december 2010 – 19 december 2010 | 3. Världscupen i Pokljuka, 16 december 2010 – 19 december 2010 | 3. Världscupen i Pokljuka, 16 december 2010 – 19 december 2010 | 3. Världscupen i Pokljuka, 16 december 2010 – 19 december 2010 | 3. Världscupen i Pokljuka, 16 december 2010 – 19 december 2010 |
| -------------------------------------------------------------- | -------------------------------------------------------------- | -------------------------------------------------------------- | -------------------------------------------------------------- | -------------------------------------------------------------- |
| Datum                                                          | Disciplin                                                      | Etta                                                           | Tvåa                                                           | Trea                                                           |
| 16 december 2010 (Tor.)                                        | Distans (15 km)                                                | Tora Berger                                                    | Kaisa Mäkäräinen                                               | Marie-Laure Brunet                                             |
| 18 december 2010 (Lör.)                                        | Sprint (7,5 km)                                                | Magdalena Neuner                                               | Anastasija Kuzmina                                             | Kaisa Mäkäräinen                                               |

Juluppehåll 19 december 2010 - 6 januari 2011
| 4. Världscupen i Oberhof, 5 januari 2011 – 9 januari 2011 | 4. Världscupen i Oberhof, 5 januari 2011 – 9 januari 2011 | 4. Världscupen i Oberhof, 5 januari 2011 – 9 januari 2011       | 4. Världscupen i Oberhof, 5 januari 2011 – 9 januari 2011     | 4. Världscupen i Oberhof, 5 januari 2011 – 9 januari 2011              |
| --------------------------------------------------------- | --------------------------------------------------------- | --------------------------------------------------------------- | ------------------------------------------------------------- | ---------------------------------------------------------------------- |
| Datum                                                     | Disciplin                                                 | Etta                                                            | Tvåa                                                          | Trea                                                                   |
| 6 januari 2011 (Tors.)                                    | Stafett (4 x 6 km)                                        | Jenny Jonsson Anna Carin Zidek Anna Maria Nilsson Helena Ekholm | Anais Bescond Marie Dorin Pauline Macabies Marie Laure Brunet | Nadezjda Skardino Darja Domratjeva Nadzeya Pisareva Ljudmila Kalintjik |
| 8 januari 2011 (Lör.)                                     | Sprint (7,5 km)                                           | Ann Kristin Flatland                                            | Magdalena Neuner                                              | Andrea Henkel                                                          |
| 9 januari 2011 (Sön.)                                     | Masstart (12,5 km)                                        | Helena Ekholm                                                   | Andrea Henkel                                                 | Svetlana Sleptsova                                                     |

| 5. Världscupen i Ruhpolding, 12 januari 2011 – 16 januari 2011 | 5. Världscupen i Ruhpolding, 12 januari 2011 – 16 januari 2011 | 5. Världscupen i Ruhpolding, 12 januari 2011 – 16 januari 2011 | 5. Världscupen i Ruhpolding, 12 januari 2011 – 16 januari 2011 | 5. Världscupen i Ruhpolding, 12 januari 2011 – 16 januari 2011 |
| -------------------------------------------------------------- | -------------------------------------------------------------- | -------------------------------------------------------------- | -------------------------------------------------------------- | -------------------------------------------------------------- |
| Datum                                                          | Disciplin                                                      | Etta                                                           | Tvåa                                                           | Trea                                                           |
| 13 januari 2011 (Tors.)                                        | Distans (15 km)                                                | Olga Zajtseva                                                  | Andrea Henkel                                                  | Helena Ekholm                                                  |
| 15 januari 2011 (Lör.)                                         | Sprint (7,5 km)                                                | Tora Berger                                                    | Andrea Henkel                                                  | Magdalena Neuner                                               |
| 16 januari 2011 (Sön.)                                         | Jaktstart (10 km)                                              | Tora Berger                                                    | Andrea Henkel                                                  | Kaisa Mäkäräinen                                               |

| 6. Världscupen i Antholz, 20 januari 2011 – 23 januari 2011 | 6. Världscupen i Antholz, 20 januari 2011 – 23 januari 2011 | 6. Världscupen i Antholz, 20 januari 2011 – 23 januari 2011                    | 6. Världscupen i Antholz, 20 januari 2011 – 23 januari 2011             | 6. Världscupen i Antholz, 20 januari 2011 – 23 januari 2011           |
| ----------------------------------------------------------- | ----------------------------------------------------------- | ------------------------------------------------------------------------------ | ----------------------------------------------------------------------- | --------------------------------------------------------------------- |
| Datum                                                       | Disciplin                                                   | Etta                                                                           | Tvåa                                                                    | Trea                                                                  |
| 21 januari 2011 (Fre.)                                      | Sprint (7,5 km)                                             | Tora Berger                                                                    | Anastasija Kuzmina                                                      | Olga Zajtseva                                                         |
| 22 januari 2011 (Lör.)                                      | Stafett (4 x 6 km)                                          | Ryssland Svetlana Sleptsova Anna Bogalij-Titovets Natalia Guseva Olga Zajtseva | Sverige Jenny Jonsson Anna Carin Zidek Anna Maria Nilsson Helena Ekholm | Tyskland Sabrina Buchholz Kathrin Hitzer Miriam Gössner Andrea Henkel |
| 23 januari 2011 (Sön.)                                      | Masstart (12,5 km)                                          | Tora Berger                                                                    | Marie Laure Brunet                                                      | Darja Domratjeva                                                      |

Tävlingsuppehåll 23 januari 2011 - 4 februari 2011
| 7. Världscupen i Presque Isle, 4 februari 2011 – 6 februari 2011 | 7. Världscupen i Presque Isle, 4 februari 2011 – 6 februari 2011 | 7. Världscupen i Presque Isle, 4 februari 2011 – 6 februari 2011 | 7. Världscupen i Presque Isle, 4 februari 2011 – 6 februari 2011 | 7. Världscupen i Presque Isle, 4 februari 2011 – 6 februari 2011 |
| ---------------------------------------------------------------- | ---------------------------------------------------------------- | ---------------------------------------------------------------- | ---------------------------------------------------------------- | ---------------------------------------------------------------- |
| Datum                                                            | Disciplin                                                        | Etta                                                             | Tvåa                                                             | Trea                                                             |
| 4 februari 2011 (Fre.)                                           | Sprint (7,5 km)                                                  | Helena Ekholm                                                    | Tora Berger                                                      | Valj Semerenko                                                   |
| 6 februari 2011 (Sön.)                                           | Jaktstart (10 km)                                                | Tora Berger                                                      | Marie Dorin                                                      | Darja Domratjeva                                                 |

| 8. Världscupen i Fort Kent, 10 februari 2011 – 13 februari 2011 | 8. Världscupen i Fort Kent, 10 februari 2011 – 13 februari 2011 | 8. Världscupen i Fort Kent, 10 februari 2011 – 13 februari 2011 | 8. Världscupen i Fort Kent, 10 februari 2011 – 13 februari 2011 | 8. Världscupen i Fort Kent, 10 februari 2011 – 13 februari 2011 |
| --------------------------------------------------------------- | --------------------------------------------------------------- | --------------------------------------------------------------- | --------------------------------------------------------------- | --------------------------------------------------------------- |
| Datum                                                           | Disciplin                                                       | Etta                                                            | Tvåa                                                            | Trea                                                            |
| 11 februari 2011 (Fre.)                                         | Sprint (7,5 km)                                                 | Andrea Henkel                                                   | Miriam Gössner                                                  | Magdalena Neuner                                                |
| 12 februari 2011 (Lör.)                                         | Jaktstart (10 km)                                               | Andrea Henkel                                                   | Magdalena Neuner                                                | Marie Dorin                                                     |
| 13 februari 2011 (Sön.)                                         | Masstart (12,5 km)                                              | Magdalena Neuner                                                | Andrea Henkel                                                   | Darja Domratjeva                                                |

Tävlingsuppehåll 13 februari 2011 - 3 mars 2011
| 9. Världsmästerskapen i skidskytte 2011 i Chanty-Mansijsk, 3 mars 2011 – 13 mars 2011 | 9. Världsmästerskapen i skidskytte 2011 i Chanty-Mansijsk, 3 mars 2011 – 13 mars 2011 | 9. Världsmästerskapen i skidskytte 2011 i Chanty-Mansijsk, 3 mars 2011 – 13 mars 2011 | 9. Världsmästerskapen i skidskytte 2011 i Chanty-Mansijsk, 3 mars 2011 – 13 mars 2011 | 9. Världsmästerskapen i skidskytte 2011 i Chanty-Mansijsk, 3 mars 2011 – 13 mars 2011 |
| ------------------------------------------------------------------------------------- | ------------------------------------------------------------------------------------- | ------------------------------------------------------------------------------------- | ------------------------------------------------------------------------------------- | ------------------------------------------------------------------------------------- |
| Datum                                                                                 | Disciplin                                                                             | Etta                                                                                  | Tvåa                                                                                  | Trea                                                                                  |
| 5 mars 2011 (Lör.)                                                                    | Sprint (7,5 km)                                                                       | Magdalena Neuner                                                                      | Kaisa Mäkäräinen                                                                      | Anastasija Kuzmina                                                                    |
| 6 mars 2011 (Sön.)                                                                    | Jaktstart (10 km)                                                                     | Kaisa Mäkäräinen                                                                      | Magdalena Neuner                                                                      | Helena Ekholm                                                                         |
| 9 mars 2011 (Ons.)                                                                    | Distans (15 km)                                                                       | Helena Ekholm                                                                         | Tina Bachmann                                                                         | Vita Semerenko                                                                        |
| 12 mars 2011 (Lör.)                                                                   | Masstart (12,5 km)                                                                    | Magdalena Neuner                                                                      | Darja Domratjeva                                                                      | Tora Berger                                                                           |
| 13 mars 2011 (Sön.)                                                                   | Stafett (4 x 6 km)                                                                    | Tyskland Andrea Henkel Miriam Gössner Tina Bachmann Magdalena Neuner                  | Frankrike Anais Bescond Marie-Laure Brunet Sophie Boilley Marie Dorin                 | Vitryssland Nadezhda Skardino Darja Domratjeva Nadzeya Pisareva Ljudmila Kalintjyk    |

| 10. Världscupfinal i Holmenkollen, 17 mars 2011 – 20 mars 2011 | 10. Världscupfinal i Holmenkollen, 17 mars 2011 – 20 mars 2011 | 10. Världscupfinal i Holmenkollen, 17 mars 2011 – 20 mars 2011 | 10. Världscupfinal i Holmenkollen, 17 mars 2011 – 20 mars 2011 | 10. Världscupfinal i Holmenkollen, 17 mars 2011 – 20 mars 2011 |
| -------------------------------------------------------------- | -------------------------------------------------------------- | -------------------------------------------------------------- | -------------------------------------------------------------- | -------------------------------------------------------------- |
| Datum                                                          | Disciplin                                                      | Etta                                                           | Tvåa                                                           | Trea                                                           |
| 17 mars 2011 (Tors.)                                           | Sprint (7,5 km)                                                | Magdalena Neuner                                               | Tora Berger                                                    | Darja Domratjeva                                               |
| 19 mars 2011 (Lör.)                                            | Jaktstart (10 km)                                              | Anastasija Kuzmina                                             | Darja Domratjeva                                               | Andrea Henkel                                                  |
| 20 mars 2011 (Sön.)                                            | Masstart (12,5 km)                                             | Darja Domratjeva                                               | Anna Bogalij-Titovets                                          | Olga Zajtseva                                                  |

### Mixstafetter
| 3. Världscupen i Pokljuka, 16 december 2010 – 19 december 2010 | 3. Världscupen i Pokljuka, 16 december 2010 – 19 december 2010 | 3. Världscupen i Pokljuka, 16 december 2010 – 19 december 2010              | 3. Världscupen i Pokljuka, 16 december 2010 – 19 december 2010       | 3. Världscupen i Pokljuka, 16 december 2010 – 19 december 2010       |
| -------------------------------------------------------------- | -------------------------------------------------------------- | --------------------------------------------------------------------------- | -------------------------------------------------------------------- | -------------------------------------------------------------------- |
| Datum                                                          | Disciplin                                                      | Etta                                                                        | Tvåa                                                                 | Trea                                                                 |
| 19 december 2010 (Sön.)                                        | Mixstafett (2 x 6 + 2 x 7,5 km)                                | Sverige Helena Ekholm Anna Carin Zidek Fredrik Lindström Carl Johan Bergman | Ukraina Olena Pidhrusjna Vita Semerenko Serhij Semenov Serhij Sednev | Frankrike Marie Laure Brunet Marie Dorin Vincent Jay Martin Fourcade |

| 7. Världscupen i Presque Isle, 4 februari 2011 – 6 februari 2011 | 7. Världscupen i Presque Isle, 4 februari 2011 – 6 februari 2011 | 7. Världscupen i Presque Isle, 4 februari 2011 – 6 februari 2011    | 7. Världscupen i Presque Isle, 4 februari 2011 – 6 februari 2011    | 7. Världscupen i Presque Isle, 4 februari 2011 – 6 februari 2011       |
| ---------------------------------------------------------------- | ---------------------------------------------------------------- | ------------------------------------------------------------------- | ------------------------------------------------------------------- | ---------------------------------------------------------------------- |
| Datum                                                            | Disciplin                                                        | Etta                                                                | Tvåa                                                                | Trea                                                                   |
| 5 februari 2011 (Lör.)                                           | Mixstafett (2 x 6 + 2 x 7,5 km)                                  | Tyskland Kathrin Hitzer Magdalena Neuner Alexander Wolf Daniel Böhm | Frankrike Marie Laure Brunet Sophie Boilley Vincent Jay Alexis Bœuf | Ryssland Svetlana Sleptsova Natalia Guseva Ivan Tjerezov Maksim Tjudov |

| 9. Världsmästerskapen i skidskytte 2011 i Chanty-Mansijsk, 3 mars 2011 – 13 mars 2011 | 9. Världsmästerskapen i skidskytte 2011 i Chanty-Mansijsk, 3 mars 2011 – 13 mars 2011 | 9. Världsmästerskapen i skidskytte 2011 i Chanty-Mansijsk, 3 mars 2011 – 13 mars 2011 | 9. Världsmästerskapen i skidskytte 2011 i Chanty-Mansijsk, 3 mars 2011 – 13 mars 2011 | 9. Världsmästerskapen i skidskytte 2011 i Chanty-Mansijsk, 3 mars 2011 – 13 mars 2011 |
| ------------------------------------------------------------------------------------- | ------------------------------------------------------------------------------------- | ------------------------------------------------------------------------------------- | ------------------------------------------------------------------------------------- | ------------------------------------------------------------------------------------- |
| Datum                                                                                 | Disciplin                                                                             | Etta                                                                                  | Tvåa                                                                                  | Trea                                                                                  |
| 3 mars 2011 (Tors.)                                                                   | Mixstafett (2 x 6 + 2 x 7,5 km)                                                       | Norge Tora Berger Ann Kristin Flatland Ole Einar Bjørndalen Tarjei Bø                 | Tyskland Andrea Henkel Magdalena Neuner Arnd Peiffer Michael Greis                    | Frankrike Marie Laure Brunet Marie Dorin Alexis Bœuf Martin Fourcade                  |

## Totala världscupen - slutställning
| Uppdaterat 20 mars 2011 | Uppdaterat 20 mars 2011 |

| Position | Namn               | Poäng |
| -------- | ------------------ | ----- |
| 1.       | Kaisa Mäkäräinen   | 1005  |
| 2.       | Andrea Henkel      | 972   |
| 3.       | Helena Ekholm      | 971   |
| 4.       | Tora Berger        | 963   |
| 5.       | Magdalena Neuner   | 952   |
| 6.       | Darja Domratjeva   | 862   |
| 7.       | Marie Dorin        | 726   |
| 8.       | Teja Gregorin      | 722   |
| 9.       | Anastasija Kuzmina | 708   |
| 10.      | Anna Carin Zidek   | 703   |

| Position | Namn                 | Poäng |
| -------- | -------------------- | ----- |
| 1.       | Tarjei Bø            | 1110  |
| 2.       | Emil Hegle Svendsen  | 1105  |
| 3.       | Martin Fourcade      | 990   |
| 4.       | Arnd Peiffer         | 735   |
| 5.       | Ivan Tjerezov        | 711   |
| 6.       | Michael Greis        | 707   |
| 7.       | Björn Ferry          | 607   |
| 8.       | Christoph Sumann     | 594   |
| 9.       | Michal Šlesingr      | 592   |
| 10.      | Ole Einar Bjørndalen | 586   |

## Sprintcupen - slutställning
| Uppdaterad 17 mars 2011 | Uppdaterad 17 mars 2011 |

| Position | Namn               | Poäng |
| -------- | ------------------ | ----- |
| 1.       | Magdalena Neuner   | 404   |
| 2.       | Kaisa Mäkäräinen   | 390   |
| 3.       | Tora Berger        | 356   |
| 4.       | Andrea Henkel      | 349   |
| 5.       | Anastasija Kuzmina | 328   |
| 6.       | Helena Ekholm      | 324   |
| 7.       | Darja Domratjeva   | 323   |
| 8.       | Teja Gregorin      | 297   |
| 9.       | Miriam Gössner     | 266   |
| 10.      | Marie Dorin        | 265   |

| Position | Namn                | Poäng |
| -------- | ------------------- | ----- |
| 1.       | Tarjei Bø           | 393   |
| 2.       | Emil Hegle Svendsen | 369   |
| 3.       | Arnd Peiffer        | 333   |
| 4.       | Martin Fourcade     | 307   |
| 5.       | Michael Greis       | 293   |
| 6.       | Ivan Tjerezov       | 288   |
| 7.       | Lukas Hofer         | 257   |
| 8.       | Lars Berger         | 238   |
| 9.       | Andreas Birnbacher  | 219   |
| 10.      | Christoph Sumann    | 215   |

## Distanscupen - slutställning
| Uppdaterat 9 mars 2011 | Uppdaterat 9 mars 2011 |

| Position | Namn               | Poäng |
| -------- | ------------------ | ----- |
| 1.       | Helena Ekholm      | 173   |
| 2.       | Valj Semerenko     | 159   |
| 3.       | Olga Zajtseva      | 138   |
| 4.       | Tora Berger        | 133   |
| 5.       | Marie Laure Brunet | 132   |
| 6.       | Kaisa Mäkäräinen   | 131   |
| 7.       | Vita Semerenko     | 128   |
| 8.       | Andrea Henkel      | 115   |
| 9.       | Anna Carin Zidek   | 112   |
| 10.      | Marie Dorin        | 110   |

| Position | Namn                 | Poäng |
| -------- | -------------------- | ----- |
| 1.       | Emil Hegle Svendsen  | 188   |
| 2.       | Tarjei Bø            | 172   |
| 3.       | Martin Fourcade      | 133   |
| 4.       | Ole Einar Bjørndalen | 126   |
| 5.       | Michael Greis        | 113   |
| 6.       | Daniel Mesotitsch    | 109   |
| 7.       | Vincent Jay          | 105   |
| 8.       | Christoph Sumann     | 100   |
| 9.       | Tomasz Sikora        | 98    |
| 10.      | Andreas Birnbacher   | 93    |

## Masstartcupen - slutställning
| Uppdaterad 20 mars 2011 | Uppdaterad 20 mars 2011 |

| Position | Namn               | Poäng |
| -------- | ------------------ | ----- |
| 1.       | Darja Domratjeva   | 236   |
| 2.       | Magdalena Neuner   | 228   |
| 3.       | Tora Berger        | 206   |
| 4.       | Andrea Henkel      | 205   |
| 5.       | Helena Ekholm      | 195   |
| 6.       | Marie-Laure Brunet | 157   |
| 7.       | Teja Gregorin      | 152   |
| 8.       | Kaisa Mäkäräinen   | 140   |
| 8.       | Marie Dorin        | 140   |
| 10.      | Svetlana Sleptsova | 137   |

| Position | Namn                 | Poäng |
| -------- | -------------------- | ----- |
| 1.       | Emil Hegle Svendsen  | 244   |
| 2.       | Martin Fourcade      | 230   |
| 3.       | Tarjei Bø            | 211   |
| 4.       | Jevgenij Ustjugov    | 149   |
| 5.       | Lukas Hofer          | 148   |
| 6.       | Arnd Peiffer         | 143   |
| 7.       | Ole Einar Bjørndalen | 142   |
| 8.       | Ivan Tjerezov        | 140   |
| 8.       | Christoph Sumann     | 138   |
| 10.      | Björn Ferry          | 137   |

## Jaktstartscupen - slutställning
| Uppdaterat 19 mars 2011 | Uppdaterat 19 mars 2011 |

| Position | Namn               | Poäng |
| -------- | ------------------ | ----- |
| 1.       | Kaisa Mäkäräinen   | 343   |
| 2.       | Andrea Henkel      | 303   |
| 3.       | Helena Ekholm      | 279   |
| 4.       | Tora Berger        | 268   |
| 5.       | Darja Domratjeva   | 252   |
| 6.       | Magdalena Neuner   | 221   |
| 7.       | Marie Dorin        | 211   |
| 8.       | Anna Carin Zidek   | 208   |
| 9.       | Miriam Gössner     | 206   |
| 10.      | Anastasija Kuzmina | 195   |

| Position | Namn                | Poäng |
| -------- | ------------------- | ----- |
| 1.       | Tarjei Bø           | 334   |
| 2.       | Martin Fourcade     | 320   |
| 3.       | Emil Hegle Svendsen | 304   |
| 4.       | Ivan Tjerezov       | 229   |
| 5.       | Simon Eder          | 183   |
| 6.       | Carl Johan Bergman  | 178   |
| 7.       | Björn Ferry         | 177   |
| 8.       | Arnd Peiffer        | 175   |
| 8.       | Michal Šlesingr     | 175   |
| 10.      | Michael Greis       | 172   |

## Stafettcupen - slutställning
| Uppdaterad 13 mars 2011 | Uppdaterad 12 mars 2011 |

| Position | Land        | Poäng |
| -------- | ----------- | ----- |
| 1.       | Tyskland    | 206   |
| 2.       | Sverige     | 190   |
| 3.       | Ryssland    | 177   |
| 4.       | Frankrike   | 177   |
| 5.       | Vitryssland | 175   |
| 6.       | Norge       | 160   |
| 7.       | Italien     | 147   |
| 8.       | Polen       | 134   |
| 9.       | Ukraina     | 131   |
| 10.      | Slovakien   | 126   |

| Position | Land      | Poäng |
| -------- | --------- | ----- |
| 1.       | Norge     | 216   |
| 2.       | Tyskland  | 199   |
| 3.       | Ukraina   | 163   |
| 4.       | Italien   | 161   |
| 5.       | Österrike | 154   |
| 6.       | Ryssland  | 152   |
| 7.       | Frankrike | 151   |
| 8.       | Sverige   | 150   |
| 9.       | Slovenien | 137   |
| 10.      | Tjeckien  | 121   |

## Mixstafettcupen - slutställning
- Uppdaterad 3 mars 2011

| Position | Land      | Poäng |
| -------- | --------- | ----- |
| 1.       | Frankrike | 150   |
| 2.       | Tyskland  | 148   |
| 3.       | Sverige   | 141   |
| 4.       | Ryssland  | 129   |
| 5.       | Italien   | 121   |
| 6.       | Norge     | 120   |
| 7.       | Ukraina   | 118   |
| 8.       | Slovenien | 105   |
| 9.       | USA       | 94    |
| 10.      | Finland   | 91    |

## Nationscupen - slutställning
| Uppdaterad 17 mars 2011 | Uppdaterad 17 mars 2011 |

| Position | Land      | Poäng |
| -------- | --------- | ----- |
| 1.       | Tyskland  | 7236  |
| 2.       | Ryssland  | 6813  |
| 3.       | Sverige   | 6669  |
| 4.       | Frankrike | 6510  |
| 5.       | Norge     | 6301  |
| 6.       | Ukraina   | 6228  |
| 7.       | Belarus   | 6109  |
| 8.       | Italien   | 5217  |
| 9.       | Polen     | 4670  |
| 10.      | Slovakien | 4299  |

| Position | Land      | Poäng |
| -------- | --------- | ----- |
| 1.       | Norge     | 7428  |
| 2.       | Tyskland  | 6990  |
| 3.       | Ryssland  | 6507  |
| 4.       | Österrike | 6381  |
| 5.       | Frankrike | 6351  |
| 6.       | Ukraina   | 6006  |
| 7.       | Sverige   | 5984  |
| 8.       | Italien   | 5829  |
| 9.       | Tjeckien  | 5382  |
| 10.      | Slovenien | 5373  |